# Tony Correia
António Fernandes Alves Correia, conhecido profissionalmente como Tony Correia (Canas de Senhorim, 6 de junho de 1953) é um ator, diretor, modelo, roteirista, locutor, apresentador, autor, poeta, escritor, garoto-propaganda, produtor e executivo português radicado no Brasil.

## Biografia
Nascido em Canas de Senhorim, Portugal, Tony Correia cursou engenharia na Universidade de Coimbra.  O desejo de atuar coincidiu com a sua chegada ao Brasil em janeiro de 1976 para visitar os tios no Rio de Janeiro: Tony observou as fachadas da TV Globo, onde conheceu o ator e produtor Moacyr Deriquém, que o chamou para fazer um teste para a novela O Casarão, de Lauro César Muniz.. Passou no teste e ingressou na trama fazendo o personagem Jacinto e, pelo sucesso do mesmo, foi escalado para Locomotivas no ano seguinte onde atingiu o posto de galã com o charmoso Machadinho. Sobre este fato, Tony conta: "Era uma loucura. Na semana que o Elvis Presley morreu, eu era capa de revista. Eu não, o Machadinho. Sempre dividi bem as coisas". Atuou ainda na novela Aritana, na TV Tupi e no cinema fazendo  O Guarani, Iracema, a Virgem dos Lábios de Mel e Os Campeões - neste também foi o produtor
Em 1983, Tony se casou com uma carioca chamada Renata e volta para Portugal, onde vai trabalhar na RTP, não obtendo sucesso como ator na emissora. Em 1986, na França, conclui o curso de literatura portuguesa na Universidade de Paris e consegue emprego na France Telecom (atual Orange) tornando-se, em 15 anos, executivo do departamento de Publicidade. Em 1997, Tony foi convidado para participar da implantação da empresa no Brasil, o que o conduziu a uma mudança radical: ficar no país. "Muitos me chamaram de louco. Depois de três anos no Brasil, via minha família tão feliz e adaptada. Não queria voltar para a Europa. Pedi demissão", conta ele.
A partir de então, aliou suas duas grandes paixões profissionais, ministrando workshops para empresas e mostrando como o teatro pode influenciar no rendimento dos funcionários. No início da década de 2000, voltou a fazer televisão e o teatro com o espetáculo Com a Pulga Atrás da Orelha, dirigido por Gracindo Júnior. Escreveu, roteirizou e produziu, dentre tantas peças, o espetáculo motivacional Navegar é Preciso... Em Prosa, Verso e Riso, que lhe rendeu diversos prêmios e uma comenda da Ordem do Infante D. Henrique em Portugal.

## Filmografia

### Televisão
| Ano  | Título                  | Personagem                         | Notas                             |
| ---- | ----------------------- | ---------------------------------- | --------------------------------- |
| 1976 | O Casarão               | Jacinto Souza                      |                                   |
| 1977 | Locomotivas             | Alberto César Machado (Machadinho) |                                   |
| 1977 | Caso Especial           | Salvador                           | Episódio: "Férias sem Volta"      |
| 1978 | Ciranda Cirandinha      | Mário Sérgio                       | Episódio: "O Que Eu Faço Da Vida" |
| 1978 | Aritana                 | Nicolau Seabra (Lalau)             |                                   |
| 1983 | Parabéns pra Você       | Araújo                             |                                   |
| 2001 | Roda da Vida            | Telmo                              |                                   |
| 2002 | Sabor da Paixão         | Sargento Pablo Aruca               |                                   |
| 2003 | Celebridade             | Gonçalo                            |                                   |
| 2004 | Um Só Coração           | Miguel                             |                                   |
| 2005 | Belíssima               | Nuno                               |                                   |
| 2011 | Zorra Total             | Pero Vaz de Caminha                |                                   |
| 2014 | Império                 | Gerente do banco                   | Participação Especial             |
| 2015 | Alto Astral             | Mediador                           | Participação Especial             |
| 2016 | Êta Mundo Bom!          | Sr. Carlos Ramos                   | Participação Especial             |
| 2017 | Novo Mundo              | Marquês de Marialva                | Participação Especial             |
| 2018 | Brasil a Bordo          | Machadinho                         | 1 episódio                        |
| 2018 | Orgulho e Paixão        | Manoel                             |                                   |
| 2019 | Santos Dumont           | Detetive Vierne                    | Episódio: "Icáro"                 |
| 2022 | Nos Tempos do Imperador | Pompeu Ramalho                     | Participação especial             |

### Cinema
| Ano  | Título                              | Personagem |
| ---- | ----------------------------------- | ---------- |
| 1979 | O Guarani                           | Dom Álvaro |
| 1979 | Iracema, a Virgem dos Lábios de Mel | Martim     |
| 1983 | Os Campeões                         | Miguel     |
| 2007 | Dot.com                             | Osvaldo    |
| 2010 | A Guerra dos Vizinhos               | Nenê       |